# بي واي دي أوتو

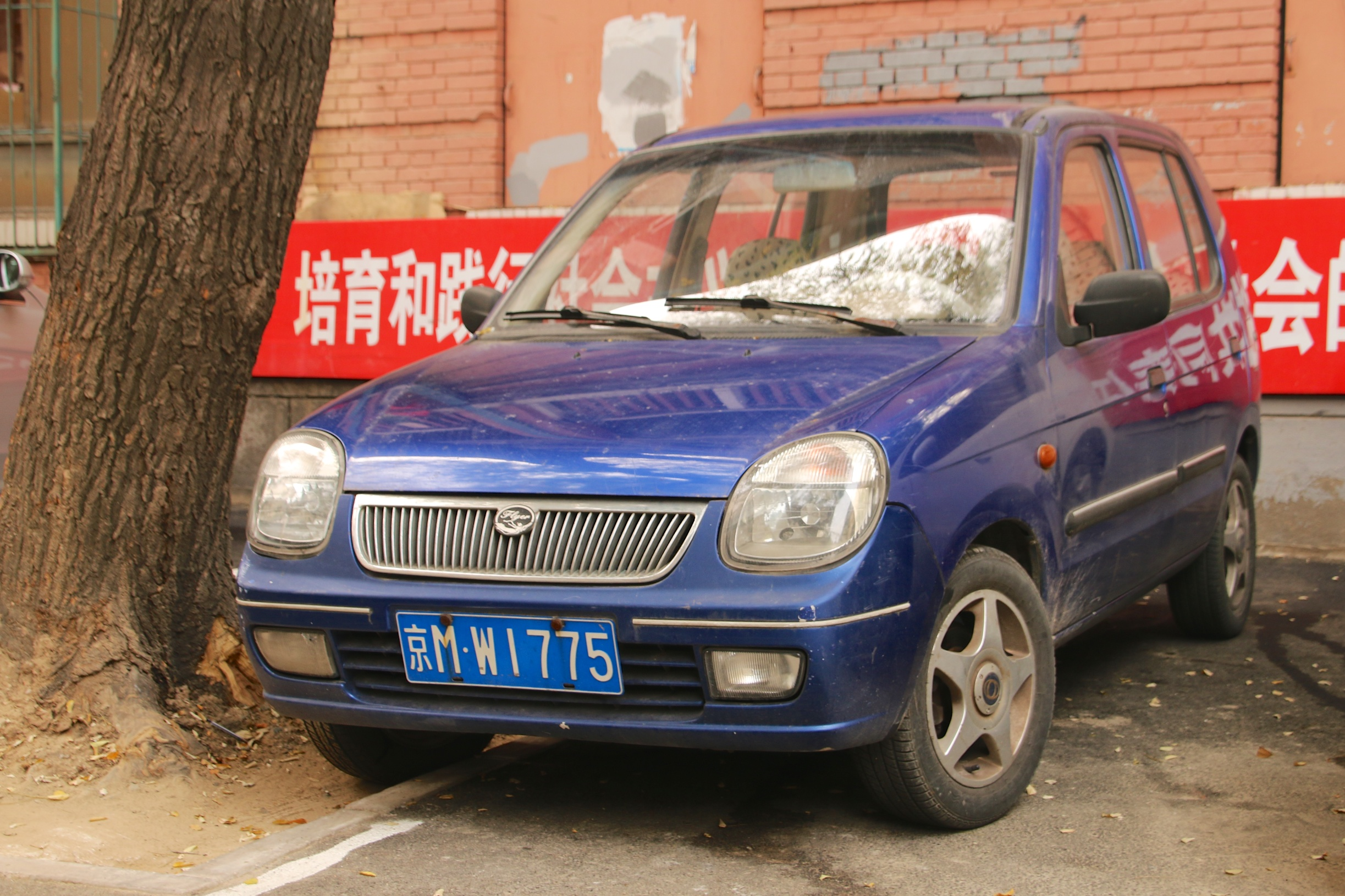
تم بيعت كيو سي جي 7081 فلير لاحقاً باسم بي واي دي

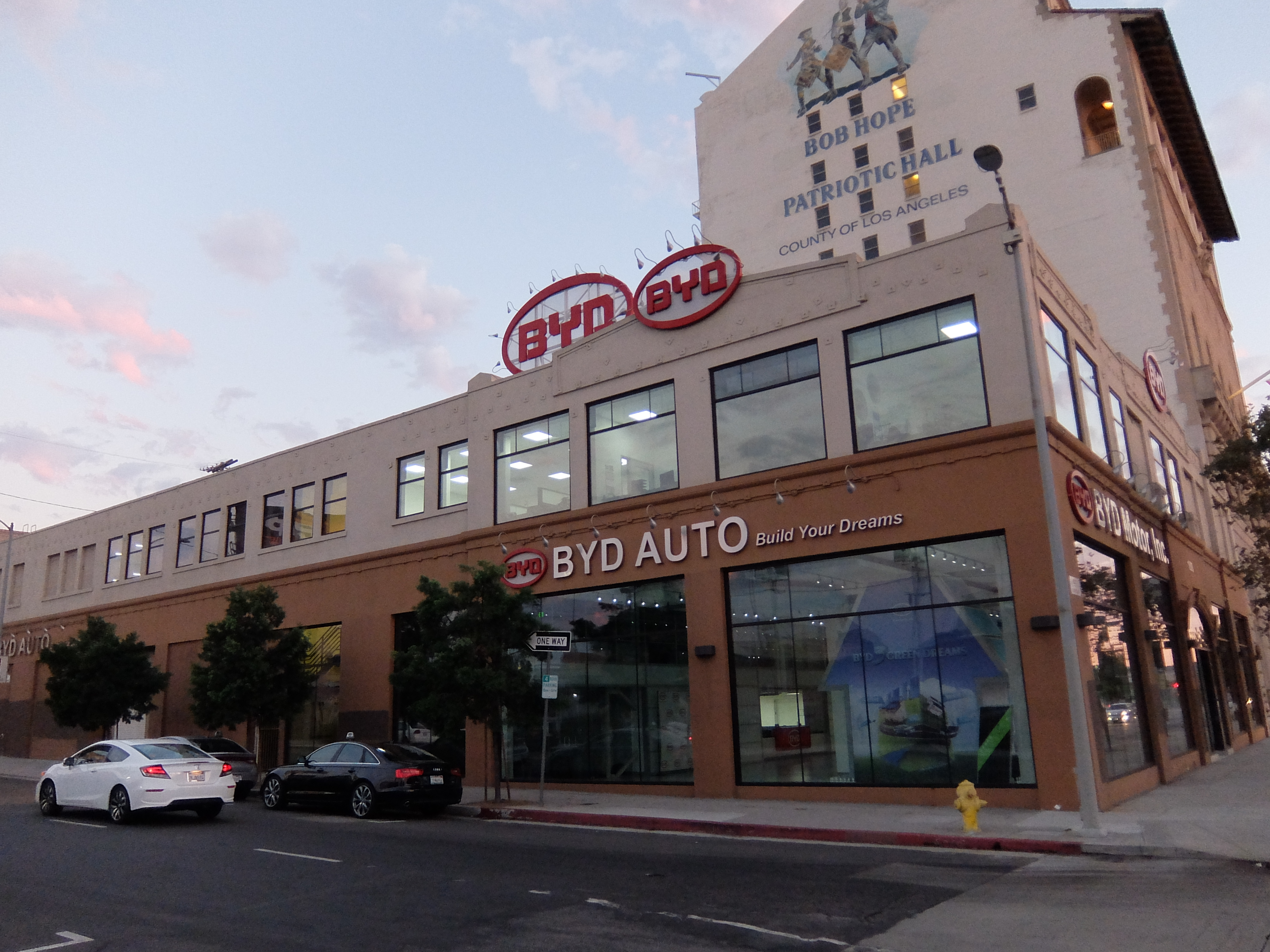
المقر الرئيسي لشركة بي واي دي في لوس أنجلوس

شركة بي واي دي أوتو المحدودة (بالصينية: 比亚迪汽车؛ بينيين: Bǐyàdí Qìchē)، هي شركة رئيسية تابعة لمجموعة بي واي دي، وهي شركة صينية متعددة الجنسيات مدرجة في البورصة. تأسست في يناير 2003 بعد استحواذها على شركة شيان تشينتشوان للسيارات وإعادة هيكلتها. بدأت الشركة رحلتها في تصنيع السيارات بإطلاق بي واي دي F3 عام 2005، ثم دخلت عالم السيارات الكهربائية بإطلاق بي واي دي F3DM عام 2008 كأول سيارة هجينة قابلة للشحن، تلاها طراز بي واي دي e6 عام 2009 كأول سيارة كهربائية تعمل بالبطارية.
تركز بي واي دي أوتو على تصنيع السيارات الكهربائية بالكامل (BEVs) والسيارات الهجينة القابلة للشحن (PHEVs)، والتي تُعرف في الصين باسم مركبات الطاقة الجديدة (NEVs)، بالإضافة إلى إنتاج الحافلات والشاحنات الكهربائية. شهدت الشركة منذ عام 2020 نموًا هائلًا في المبيعات، مدعومًا بارتفاع الطلب على السيارات الكهربائية في الصين. ومنذ عام 2021، وسعت الشركة مبيعاتها عالميًا، حيث دخلت أسواق أوروبا، جنوب شرق آسيا، أوقيانوسيا، وأمريكا اللاتينية. وفي مارس 2022، أوقفت بي واي دي إنتاج السيارات ذات محركات الاحتراق الداخلي البحتة للتركيز بالكامل على مركبات الطاقة الجديدة.
في الربع الرابع من عام 2023، أصبحت بي واي دي الشركة الأكثر مبيعًا في العالم للسيارات الكهربائية متجاوزة تسلا. كما أصبحت العلامة التجارية الأكثر مبيعًا في الصين منذ عام 2023، متخطية فولكس فاجن التي احتفظت بالصدارة لعقود. وبناءً على قيمتها السوقية، تعد بي واي دي ثالث أكبر شركة سيارات في العالم.
تتميز بي واي دي أوتو بتكاملها الرأسي الواسع، حيث تعتمد على خبرة مجموعة بي واي دي في تصنيع البطاريات والمكونات الأخرى مثل المحركات الكهربائية وأنظمة التحكم الإلكترونية. تنتج معظم مكونات سياراتها داخليًا، مما يمنحها مرونة كبيرة في التحكم بالتكلفة والإنتاج. كما تدير المجموعة عمليات استخراج ومعالجة الليثيوم وتصنيع البطاريات، ولديها وحدة خاصة لإنتاج رقائق الكمبيوتر.

بحلول عام 2024، أصبحت فيندريمز باتري، الشركة التابعة لمجموعة بي واي دي والمتخصصة في بطاريات فوسفات حديد الليثيوم (LFP)، ثاني أكبر منتج لبطاريات السيارات الكهربائية في العالم بعد CATL، حيث تُعد بطارية بليد من بي واي دي [الإنجليزية] أحد أبرز ابتكاراتها في هذا المجال.

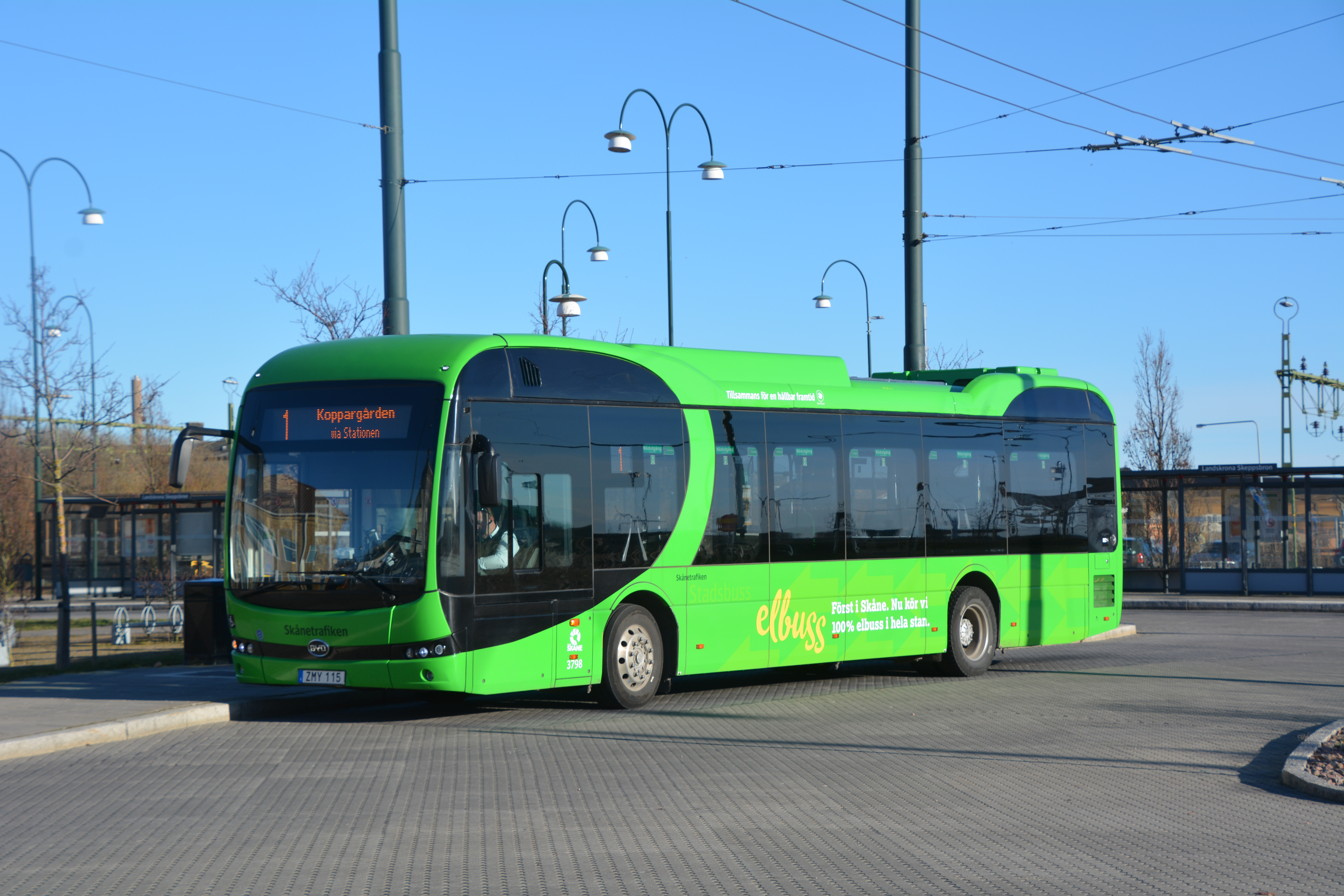
حافلة كهربائية في محطة لاندسكرونا، السويد

## التاريخ
أنشأت الشركة الفرعية المملوكة بالكامل بي وآي دي أوتو (ابن أحلامك) بعد عام من استحواذها عام 2002 على شركة أعمال ماكينات تسينشوان للسيارات المملوكة لشركة نورينكو، والتي ربما تم إنشاؤها فقط للحصول على رخصة إنتاج سيارات الركاب التي تحتفظ بها الشركة المشتراة الشركة.
كانت شركة تسينشوان للسيارات تصنع السيارات منذ عام 1987، عندما بدأت الشركة في إنتاج طراز 0.5 لتر كيو سي جي 050 (30.5 متر مكعب). في وقت الاستحواذ، كان كيو سي جي 7181 فلير قيد الإنتاج، والذي تمت إعادة تسميته من 2005 إلى «بي واي دي فلير».
في عام 2008، تم تقديم نسخة هجينة إضافية من سيارة السيدان المدمجة بي واي دي  إف 3. بلغ إجمالي المبيعات في عام (2009) 448.400 سيارة. في نفس العام، بدأت بي واي دي بتصدير سياراتها إلى إفريقيا وأمريكا الجنوبية والشرق الأوسط، حيث تنافست السيارات على السعر وليس الجودة.
في عام 2012، اشترت حكومة بلدية شينزن 500 سيارة من طراز بي واي دي إي 6 لاستخدامها كسيارات أجرة. تم بيع ما مجموعه 506189 سيارة ركاب في الصين في عام 2013، مما يجعلها العلامة التجارية العاشرة الأكثر مبيعاً.
في عام 2013، حصلت بي واي دي على جائزة توب كرش فاسيليتي لعام 2013.
في عام 2014، بلغ إجمالي مبيعات المكوّن الإضافي بي واي دي كوين 14,747 (بالإضافة إلى عدد صغير نسبياً من المبيعات في أمريكا اللاتينية).
في عام 2015، زادت مبيعات كوين إلى 31,898 وكوين كانت السيارة رقم 88 الأكثر مبيعاً في الصين.
في عام 2016، حققت السيارة الرياضية متعددة الاستخدامات الهجينة القابلة للشحن بي واي دي  تانغ 31405 مبيعات، وحققت النسخة الهجينة القابلة للشحن من سيارة السيدان المدمجة من كوين 21,868 مبيعات بينما حققت سيارة بي واي دي إي 6 الكهربائية المدمجة 20605 مبيعات. بحلول عام 2016، بلغ إجمالي مبيعات تشين 68655 سيارة.
في عام 2015، كانت الشركة تخطط لفتح مصانع في البرازيل لإنتاج السيارات الكهربائية والحافلات.
في يوليو 2015، تم تعليق الصادرات إلى روسيا، بسبب الحرب في أوكرانيا وانخفاض قيمة العملة الروسية. كانت بي واي دي هي العلامة التجارية الأعلى مبيعاً للمركبات الكهربائية ذات الوظائف الخفيفة القانونية للطرق السريعة (المبيعات المجمعة للسيارات الهجينة والبطارية الكهربائية) مع بيع 61772 سيارة ركاب، معظمها هجينة تعمل بالكهرباء. واصلت بي وآي دي مكانتها كأكبر شركة مصنعة للسيارات الإضافية مبيعاً في العالم في عام 2016 مع بيع أكثر من 100000 وحدة، بزيادة 64٪ عن عام 2015. باعت بي واي دي أكثر من 100000 سيارة ركاب جديدة للطاقة في الصين في عام 2016. وكان بي واي دي تانغ هو المكوّن الإضافي الأكثر مبيعاً سيارة في الصين في عام 2016 مع تسليم 31405 وحدة.
بي وآي دي أوتو تحصل على أعلى التصنيفات في دراسة الجودة الصادرة عن شركة جي دي بور لعام 2015.
في سبتمبر 2016، أصبحت الشركة ثالث أكبر شركة مصنعة للسيارات الإضافية، بإجمالي 161000 سيارة موصولة بالكهرباء تم إنتاجها منذ عام 2008. أيضاً، في سبتمبر 2016، قدمت الشركة مجموعة من موديلات شاحنات الشحن الكهربائية، لاستخدامها في بكين.
منذ عام 2017، تأثرت بي واي دي سلباً بتخفيض الدعم الذي تمنحه الحكومة الصينية.
في مايو 2020، أعلنت بي واي دي أنها ستبدأ في التوسع في أوروبا، مع النرويج أولاً. سيتألف إطلاق بي واي دي من تانغ ذات الدفع الرباعي ومجموعة من المركبات التجارية. ومع ذلك، أعلنت أستراليا أيضاً أنه سيكون هناك 2000 سيارة كهربائية من طراز بي واي دي في الأسطول، وستكون في جزء من مشغل التاكسي الجديد إي تاكسيكو.
وسيتم تشغيل الأسطول من ثلاثة مواقع في منطقة مجلس الشواطئ الشمالية كجزء من تجربة مدتها ستة أشهر، عند إطلاق البرنامج - وهو في الوقت الحالي المخطط له الشهر المقبل اعتماداً على عوامل كوفيد COVID-19 - سيستخدم 15 سيارات الدفع الرباعي الكهربائية المدمجة المجهزة خصيصاً من إنتاج شركة وارن بافيت إي إف وصانع البطاريات بي واي دي التي استوردتها نكسبورت، مع خطط لتوسيع الأسطول إلى 120 بحلول أغسطس. من المتوقع أن تصل إلى هدف 2000 مركبة في الأسطول بحلول نهاية عام 2021. ستسلم بي واي دي ما مجموعه 1,002 حافلة كهربائية إلى بوغوتا، عاصمة كولومبيا، بحلول منتصف عام 2022، بعد توقيع عقد 406 حافلة كهربائية في يناير 2021.وفي تقرير صادر عن بلومبرغ في ديسمبر 2023 ذُكر فيه أن شركة بي واي دي تستعد لتخطي شركة "تسلا" باعتبارها الشركة الرائدة العالمية الجديدة في مبيعات السيارات الكهربائية بالكامل. وسيشكل ذلك نقطة تحول رمزية لسوق السيارات الكهربائية وتأكيداً إضافياً لنفوذ الصين المتنامي في قطاع السيارات عالمياً.

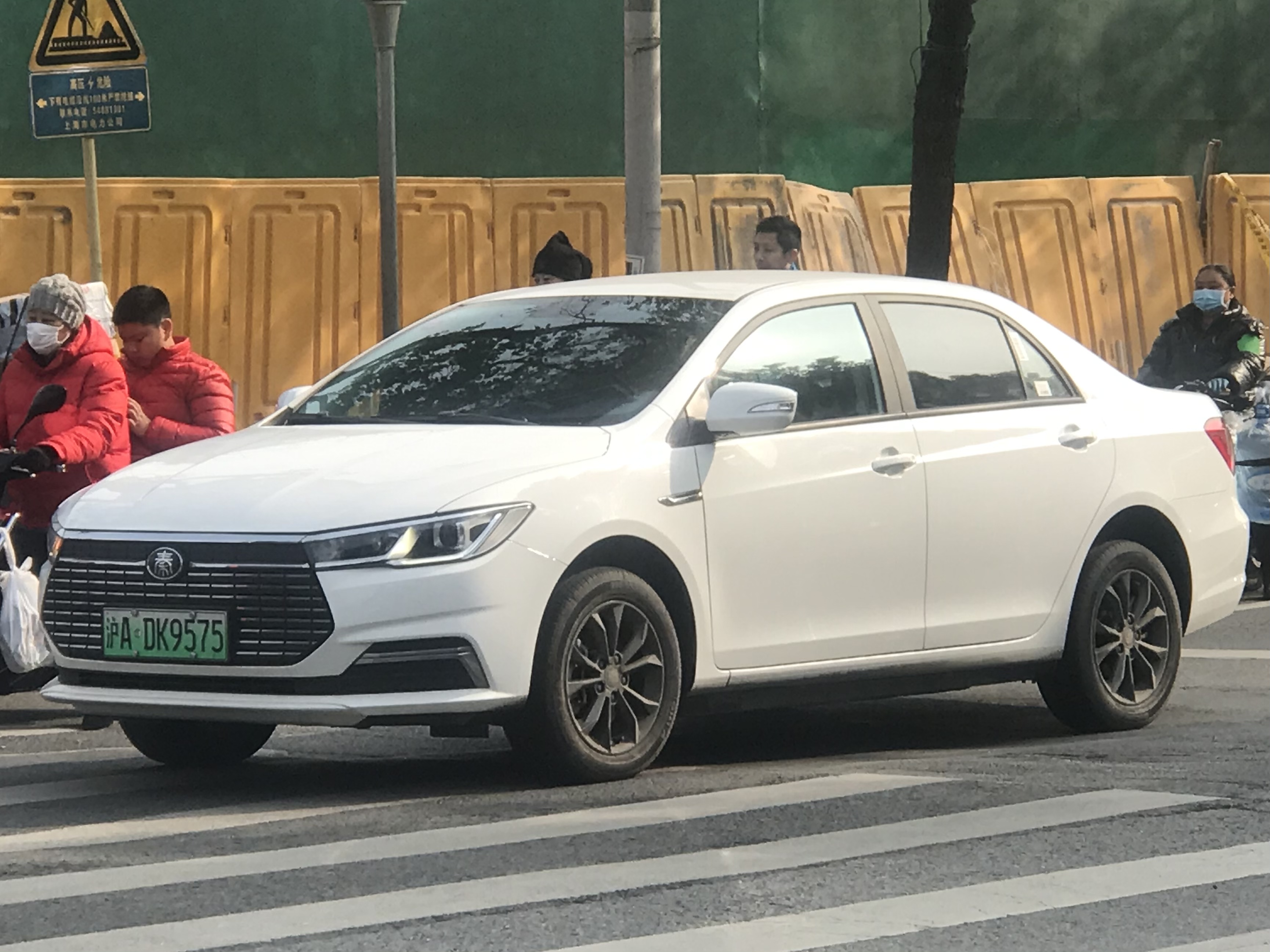
بي واي دي كوين

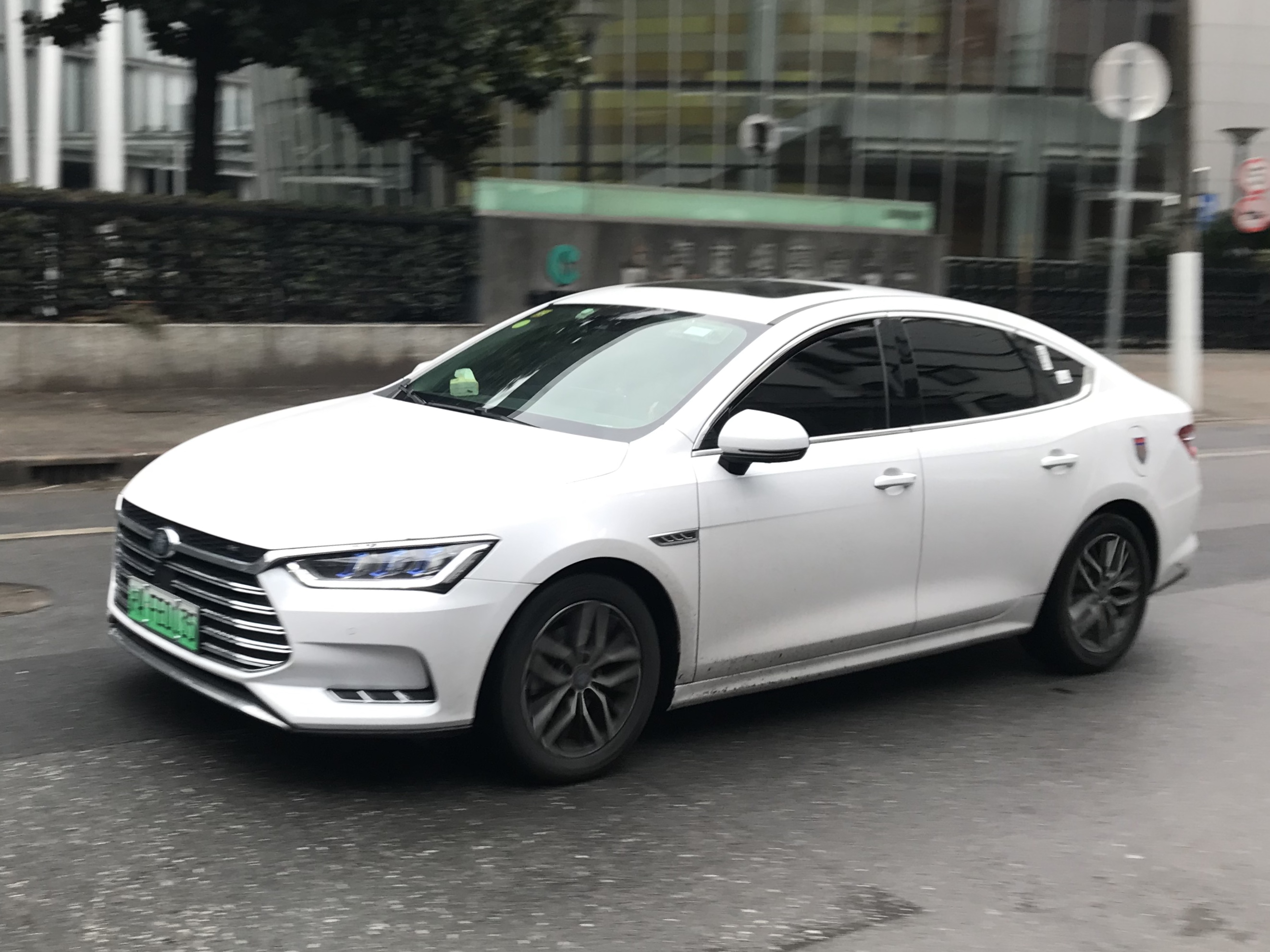
بي واي دي كوين برو

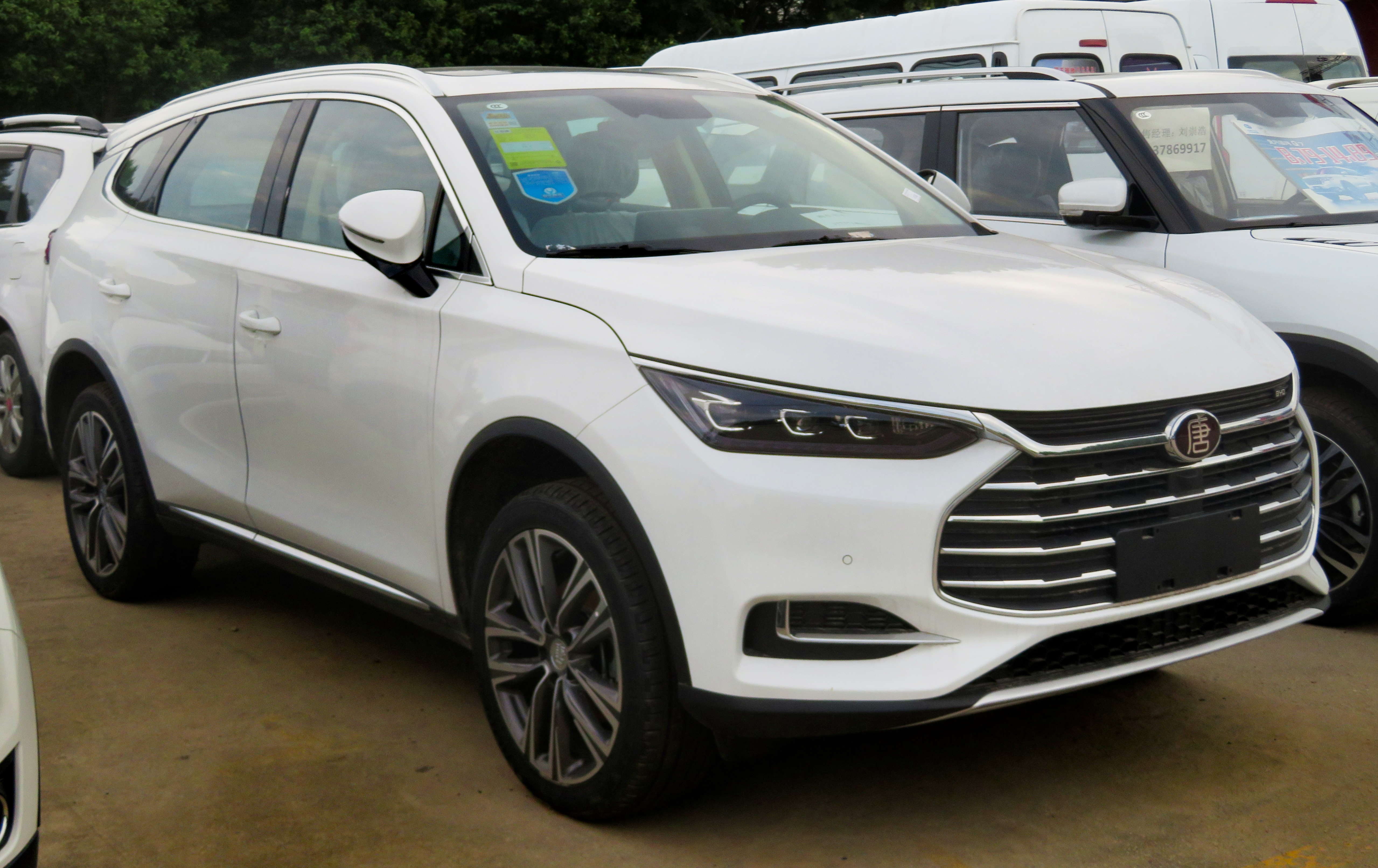
بي واي دي تانغ

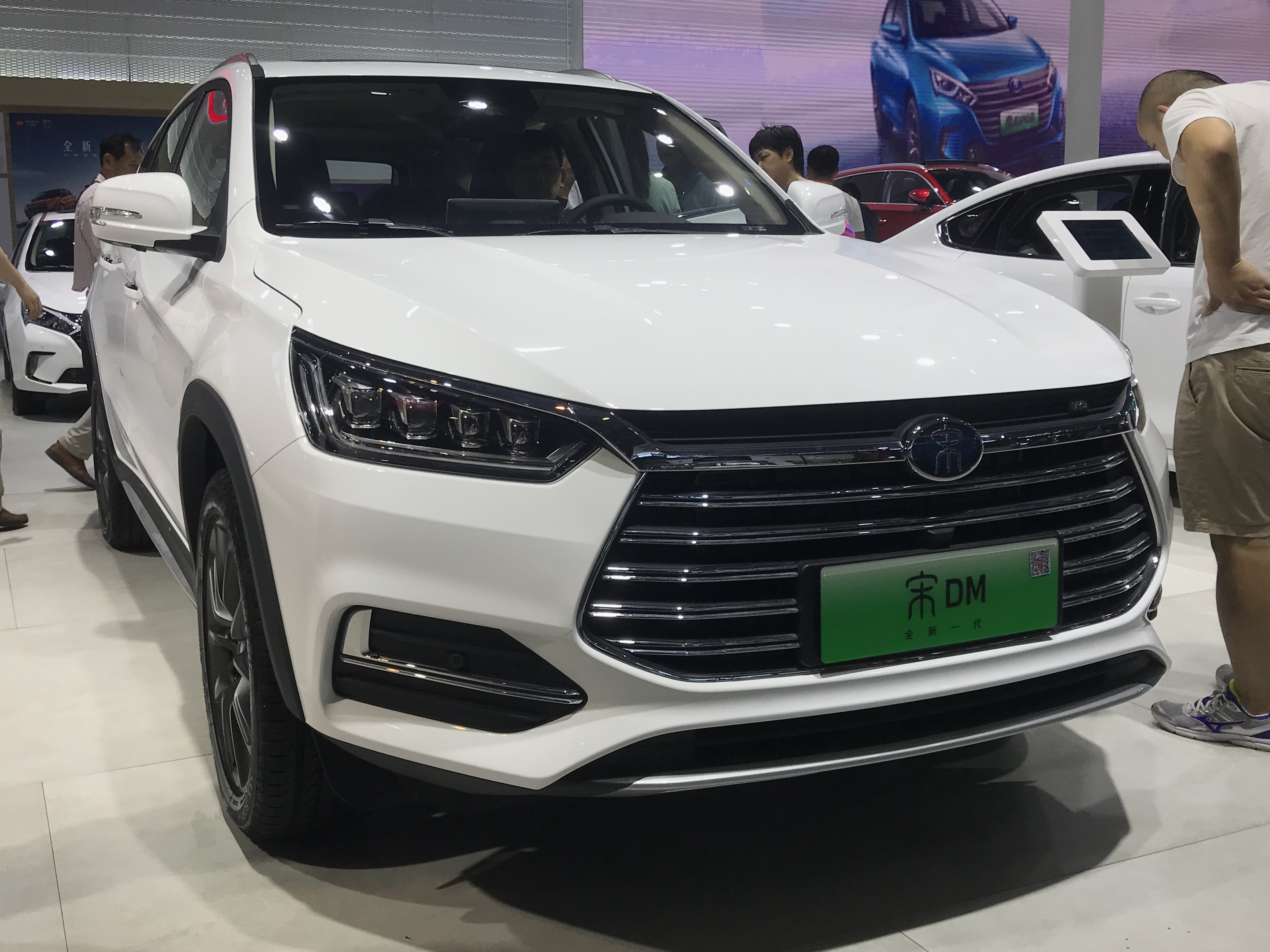
بي واي دي سونغ

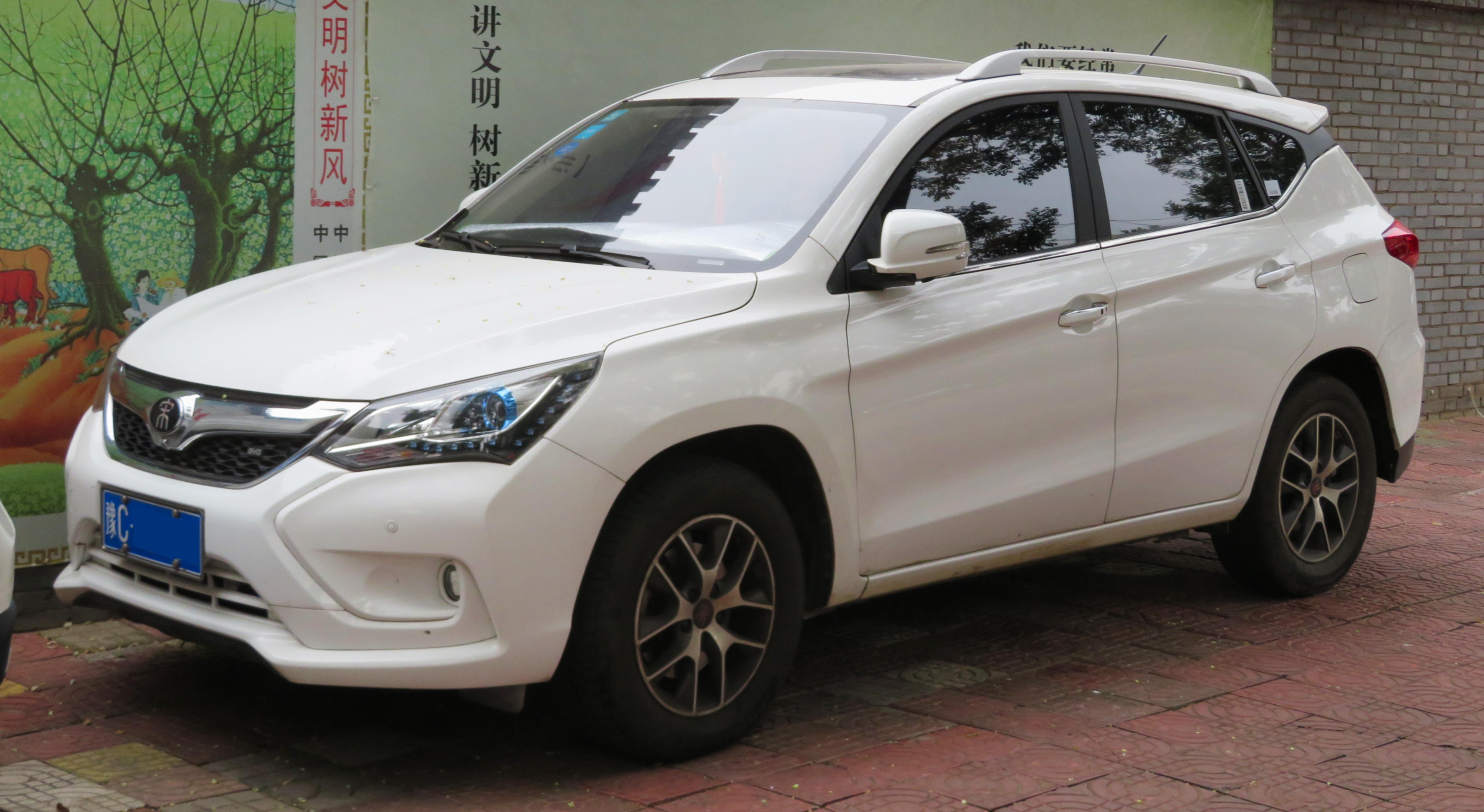
بي واي دي سونغ ماكس

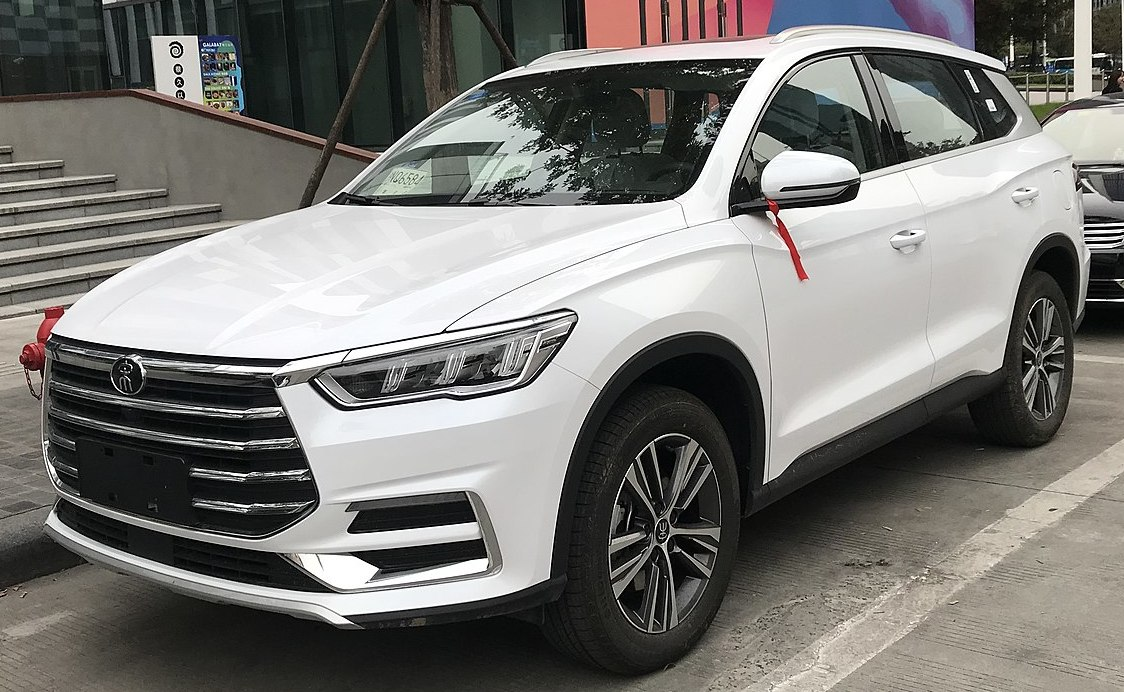
بي واي دي سونغ برو

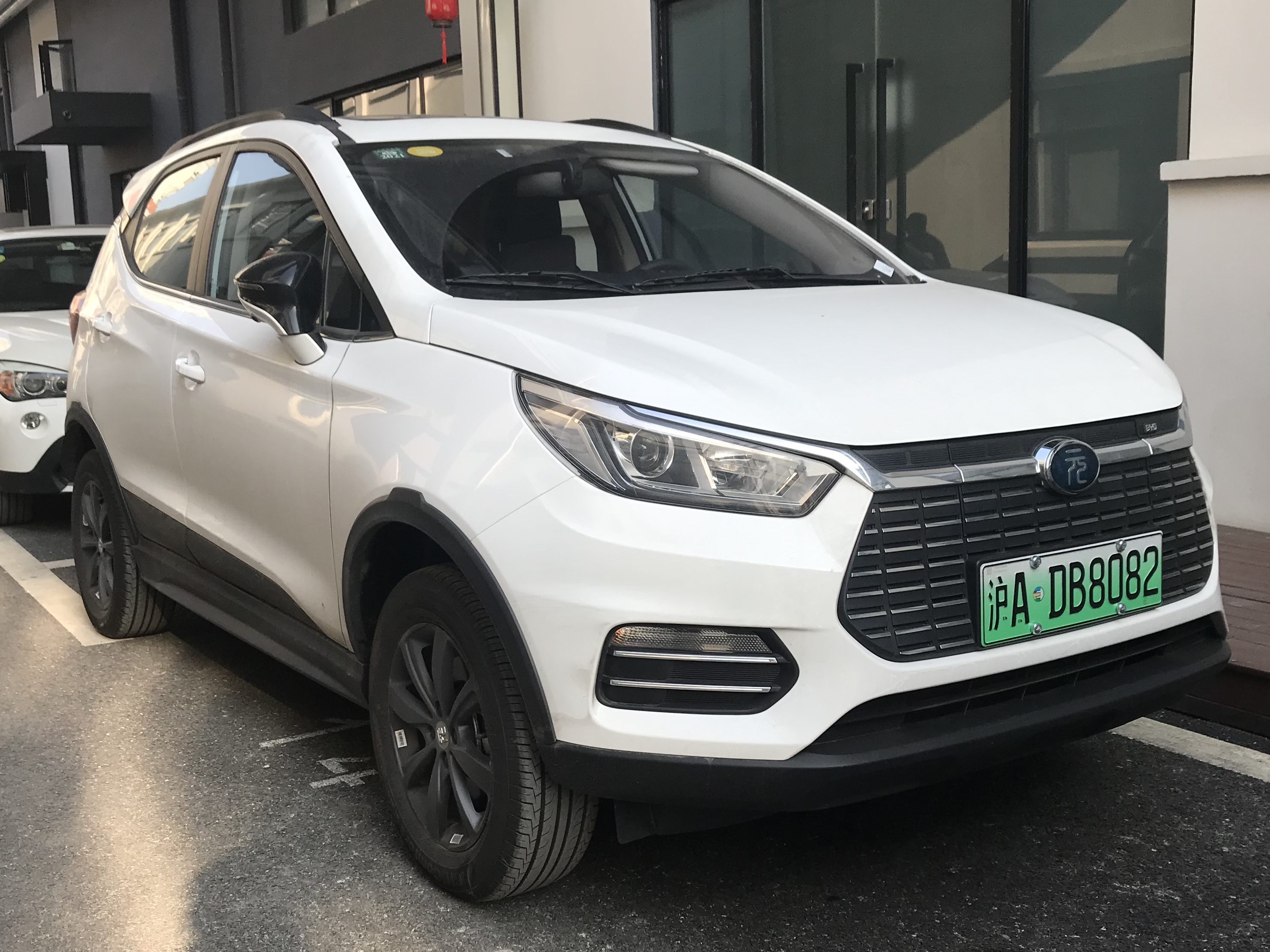
بي واي دي يوان

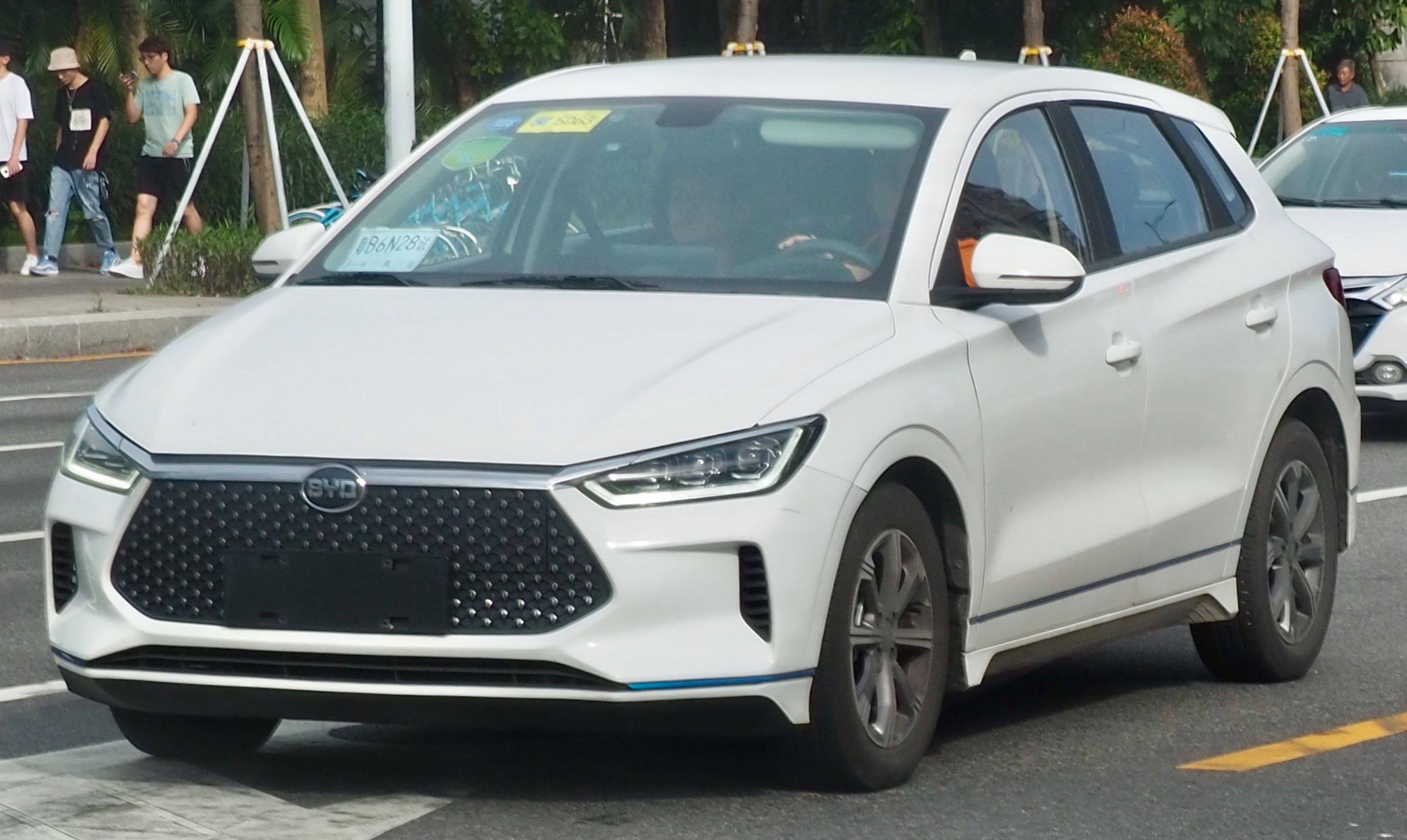
بي واي دي e2

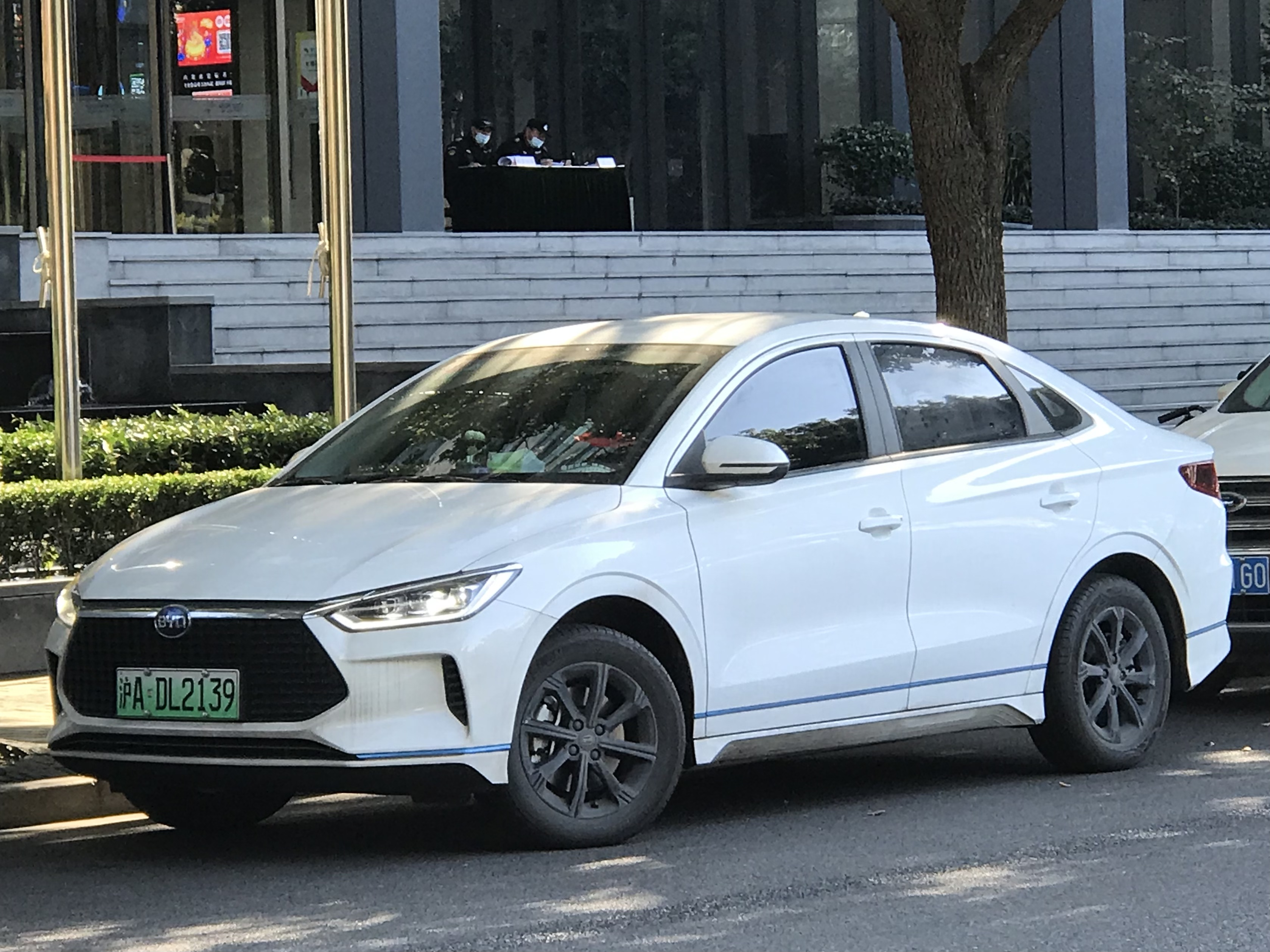
بي واي دي e3

## المنتجات
تقدم بي واي دي أوتو مجموعة واسعة من أنواع المركبات، بما في ذلك سيارات السيدان، والهاتشباك، وسيارات ميني فان ورياضية متعددة الأغراض، وذلك عبر أربع علامات تجارية مختلفة. كما تنتج الشركة مركبات تجارية مثل الحافلات الكهربائية التي تعمل بالبطاريات والحافلات الكبيرة بأحجام متنوعة، بالإضافة إلى الشاحنات الكبيرة. كانت الشركة تنتج سابقًا مركبات ذات محركات الاحتراق الداخلي (ICE) حتى عام 2022، عندما أعلنت أنها ستركز على مركبات الطاقة الجديدة.

### السيارات
بالنسبة لمركبات الاستخدام الشخصي، تميز علامة بي واي دي التجارية تشكيلتها تحت ثلاث "سلاسل" رئيسية، وهي سلسلة داينستي (السلالة) (بدأت بطراز كين في عام 2012)، وسلسلة اوشن (المحيط) (بدأت بطراز دولفين في عام 2021)، وسلسلة "اي" (بدأت بطراز اي 6 في عام 2009).في الصين، تُعرض هذه السلاسل من خلال سلاسل وكلاء منفصلة، وهي شبكة داينستي (بالصينية: 王朝网; البينيين: Wángcháo Wǎng) وشبكة اوشن (بالصينية: 海洋网; البينيين: Hǎiyáng Wǎng) (كانت تُعرف سابقاً بشبكة اي في 2019-2021). تُوزع مركبات سلسلة اي عبر شبكة اوشن.
تُصمم مركبات سلسلة داينستي بعناصر مستوحاة من التنانين، وتستهدف العملاء الأكبر سناً. تشمل الأسماء المستخدمة يوان وسونغ وتشين وتانغ وهان وشيا. تُصمم مركبات سلسلة اوشن بمفهوم "جماليات المحيط"، باستخدام عناصر مثل الأمواج والخطوط المتدفقة، وتستهدف الشباب. تستخدم مركبات سلسلة اوشن بشكل أساسي أسماء حيوانات بحرية مثل سيجل (نورس) ودولفين (دولفين) وسييل (فقمة) وسي ليون (اسد البحر)، باستثناء طرازين يحملان أسماء سفن حربية (مثل فرايغايت ودستروير). بدأت بي واي دي في التخلص التدريجي من المركبات التي تحمل أسماء سفن حربية في عام 2025، ودمجت كلا الطرازين تحت اسمي سي ليون وسييل بدلاً من ذلك. تُصنف المركبات الموجهة للأساطيل والمخصصة لخدمات نقل الركاب وسيارات الأجرة ضمن سلسلة "اي".
تتكون مركبات بي واي دي من مركبات كهربائية تعمل بالبطارية، ويُشار إليها بلقب EV، ومركبات هجينة قابلة للشحن (PHEV) تُسوق باسم دي ام-اي (Dual Mode Intelligent، نظام هجين كهربائي قابل للشحن) ودي ام-بي (Dual Mode موجه للأداء مع دفع رباعي).

### النماذج السابقة
- بي واي دي إف زيرو سوبربريم (محرك بنزين)
- بي واي دي إف 6 صالون متوسط الحجم
- بي واي دي فلير سيارة المدينة (2003-2008)
- بي واي دي جي 3 صالون مدمج
- بي واي دي جي 3 آر هاتشباك المدمجة
- بي واي دي جي 5 خلفت الصالون المدمجة إلى بي واي دي جي 3
- بي واي دي جي 6 سيدان متوسطة الحجم
- بي واي دي إل 3 (أو إف 3 الجديدة) صالون مدمج[46]
- بي واي دي إف 5 سوروي المدمجة (محرك بنزين) والتي كانت البديل من إف 3 وأساس إي 5
- بي واي دي آر - إف 3 هاتشباك مدمجة
- بي واي دي إم 6 إم بي في
- بي واي دي إس 6 دفع رباعي
- بي واي دي إس 7 دفع رباعي
- بي واي دي إس 8 قابلة للتحويل

### السيارات الحالية
تم تطوير إ بي ڤي كومباكت (بي واي دي - دي 1 مع دي دي) حصرياً لخدمات حجز السيارات (السيارة الكهربائية)
- بي واي دي إي 1 سيارة المدينة على أساس إف زيرو (السيارة الكهربائية)
- بي دي واي إس 2 دفع رباعي صغير الحجم على أساس اليوان (السيارة الكهربائية)
- بي واي دي إي 2 هاتشباك المدمجة (سيارة كهربائية)
- بي واي دي إي 3 سيارة سيدان مدمجة (مركبة كهربائية)
- بي واي دي إي 5 سيارة المدمجة (سيارة كهربائية)
- بي واي دي إي 6 كومباكت إم بي ڤي (سيارة كهربائية)
- بي واي دي إف 3 سيارة السيدان المدمجة (محرك البنزين)
- بي واي دي هان سيارة الرياضية متوسطة الحجم (مركبة هجينة / كهربائية مزودة بقابس)
- بي واي دي كوين سيارة السيدان المدمجة (محرك بنزين / مركبة هجينة / كهربائية)
- بي واي دي كوين بلس سيارة السيدان المدمجة (محرك بنزين / مركبة هجينة / كهربائية)
- بي واي دي كوين برو سيارة السيدان المدمجة (محرك بنزين / مركبة هجينة / كهربائية
- بي واي دي سونغ كومباكت دفع رباعي (محرك بنزين / هجين / مركبة كهربائية)
- بي واي دي سونغ بلس دفع رباعي المدمجة (محرك بنزين / مركبة هجينة / مركبة كهربائية)
- بي واي دي سونغ برو دفع رباعي المدمجة (محرك بنزين / مركبة هجينة / مركبة كهربائية)
- بي واي دي سونغ ماكس دفع رباعي إم بي ڤي (محرك بنزين / مركبة هجينة / مركبة كهربائية)
- بي واي دي دانغ دفع رباعي متوسطة الحجم (محرك بنزين / هجين / مركبة كهربائية)
- بي واي دي يوان دفع رباعي يوان صغيرة (مركبة كهربائية)

### حافلات العبور الحالية
- بي واي دي كي 6 الحافلة الكهربائية (7 م / 23 قدم)[47]
- بي واي دي كي 7 الحافلة الكهربائية (8 م / 26 قدم)[47]
- بي واي دي كي 8 الحافلة الكهربائية (10.5 م / 35 قدم)[47]
- بي واي دي كي 9 الحافلة الكهربائية (12 م / 40 قدم)[47]
- بي واي دي كي 10 الحافلة الكهربائية (ذات الطابقين، 10 م / 32 قدم)[47]
- بي واي دي كي 11 الحافلة الكهربائية (مفصلية، 18 م / 60 قدم)[47]

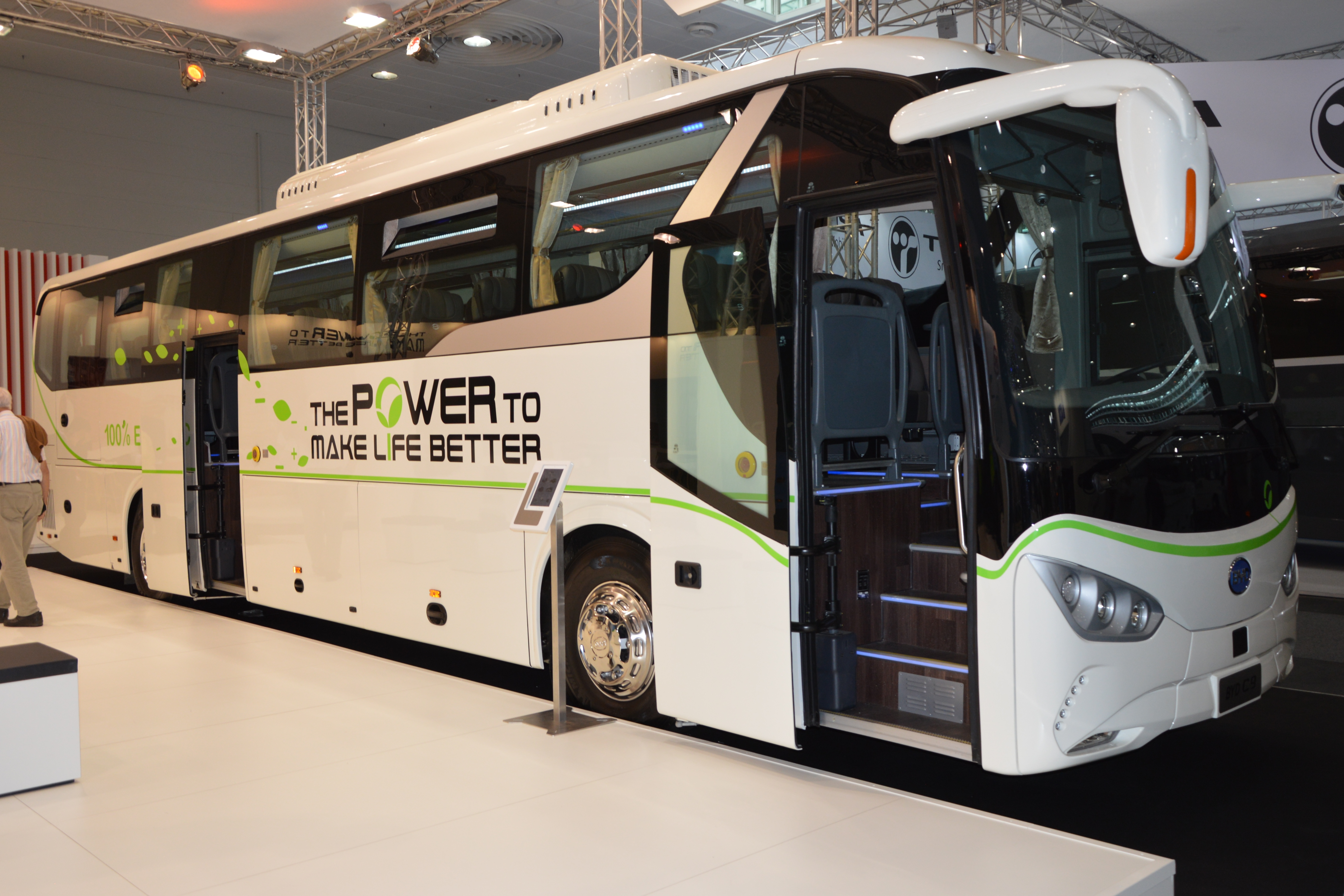
بي واي دي سي 9

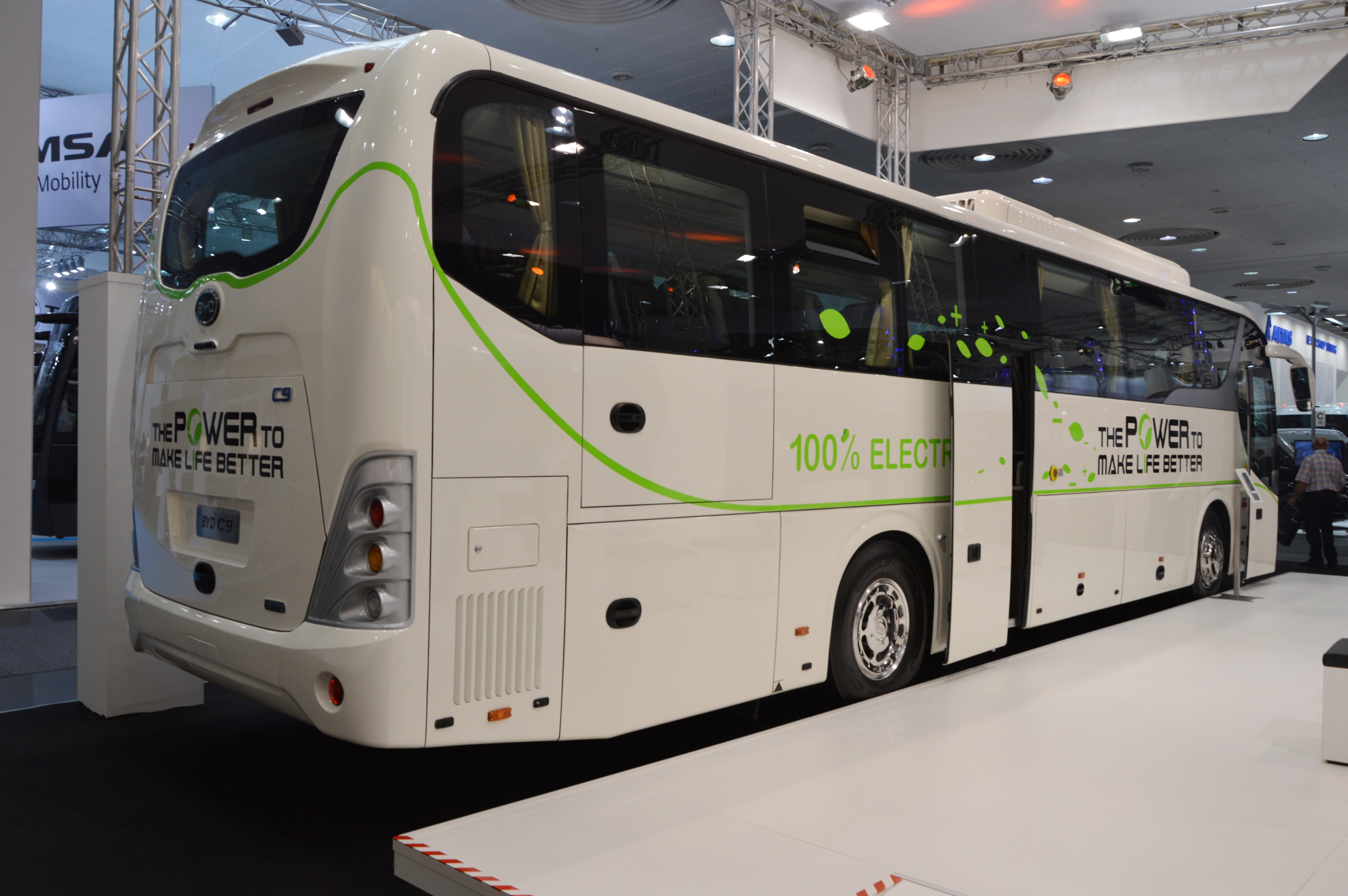
بي واي دي سي 9

### الحافلات الكهربائية الحالية
- بي واي دي سي 6 الحافلة الكهربائية (7 م / 23 قدم)[47]
- بي واي دي سي 8 الحافلة الكهربائية (10.5 م / 35 قدم)[47]
- بي واي دي سي 9 الحافلة الكهربائية (12 م / 40 قدم)[47]
- بي واي دي سي 10 الحافلة الكهربائية (14 م / 45 قدم)[47]

### الڤان الحالية
- بي واي دي تي 3 (شاحنة كهربائية تجارية)[48]
- بي واي دي كي (عربة نقل كهربائية الفئة 6)[49]

### الشاحنات الحالية
- بي واي دي تي 5 (شاحنة كهربائية من الفئة 5)[50]
- بي واي دي تي 7 (شاحنة كهربائية من الفئة 6)[50]
- بي واي دي تي 8 (شاحنة كهربائية من الفئة 8)[50]
- بي واي دي تي 10 (شاحنة كهربائية من الفئة 8)[50]
- بي واي دي تي تي 8 (شاحنة نصف كهربائية فئة 8)[50]
- بي واي دي كيو آي إم (جرار طرفي من الفئة 8)[50][51][52]
- بي واي دي واي 8 (جرار طرفي من الفئة 8)[50]

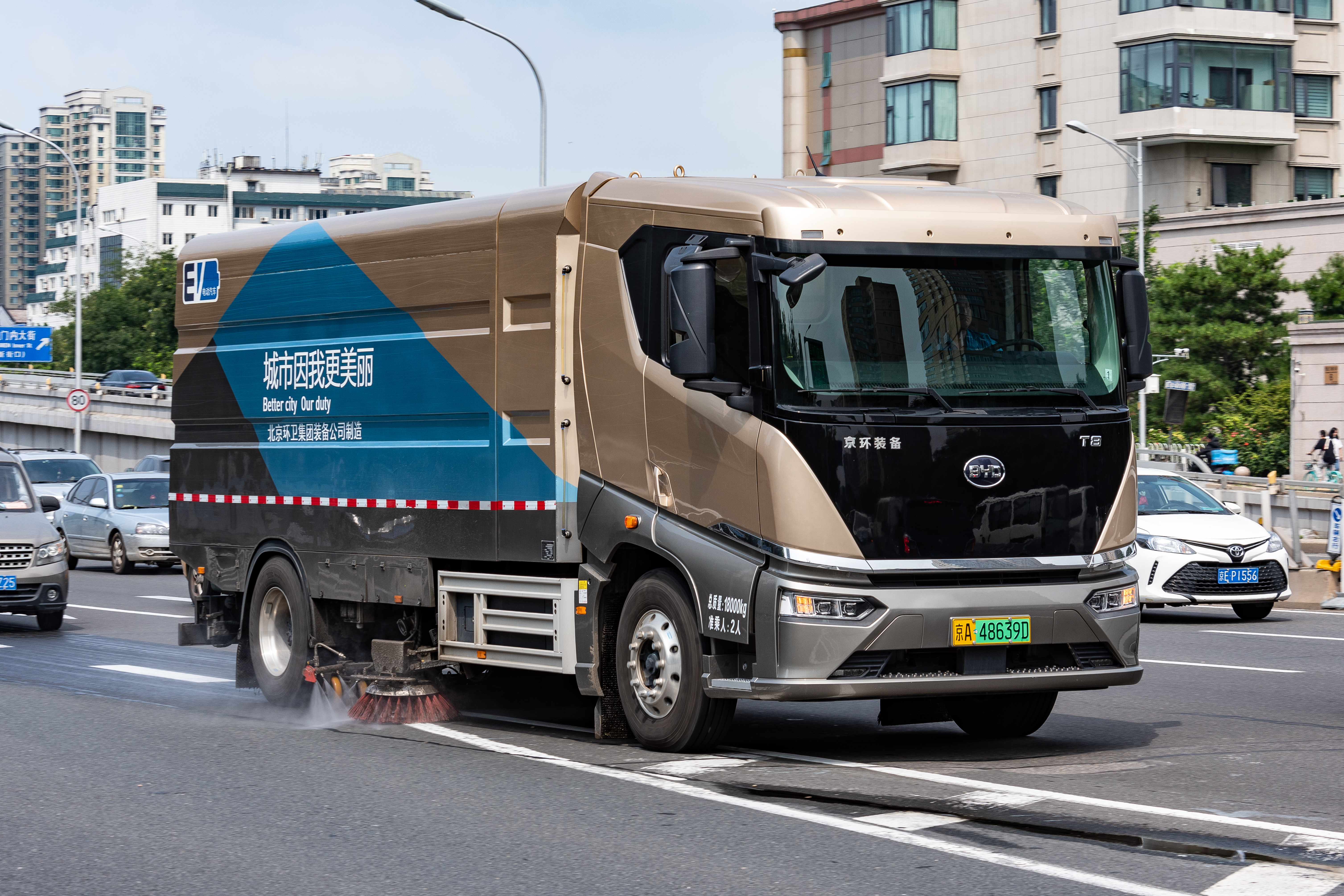
بي واي دي بي 8 (شاحنة تنضيف الشارع)

## مركز تصميم بي واي دي
في عام 2019، أطلقت بي واي دي مركز التصميم العالمي الخاص بها، والذي يقوده فريق من المخضرمين في الصناعة من أودي وفيراري ومرسيدس بنز. يقود الفريق وولفجانج إيجر. كشفت شركة صناعة السيارات النقاب عن إي سيد جي تي، وهو أول جهد مشترك من فريق التصميم الجديد، في معرض شنغهاي لصناعة السيارات في أبريل 2019. يعكس مفهوم التصميم المستقبلي الخطوط الأنيقة للتنين الصيني، وتخطط الشركة لعرض المزيد من الرموز الصينية الثقافية في نماذج المستقبل.

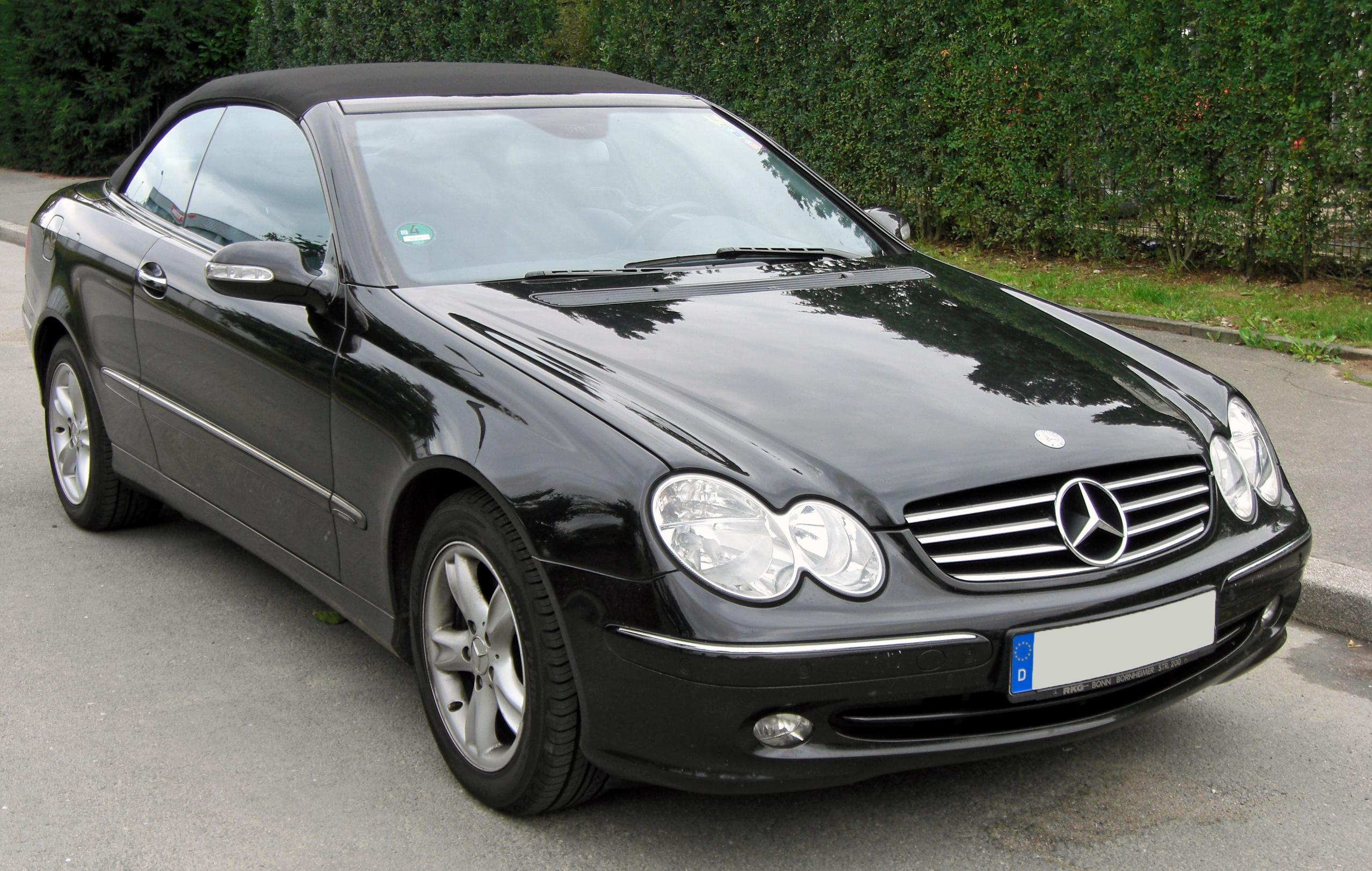
مرسيدس-بنز سي أل كي

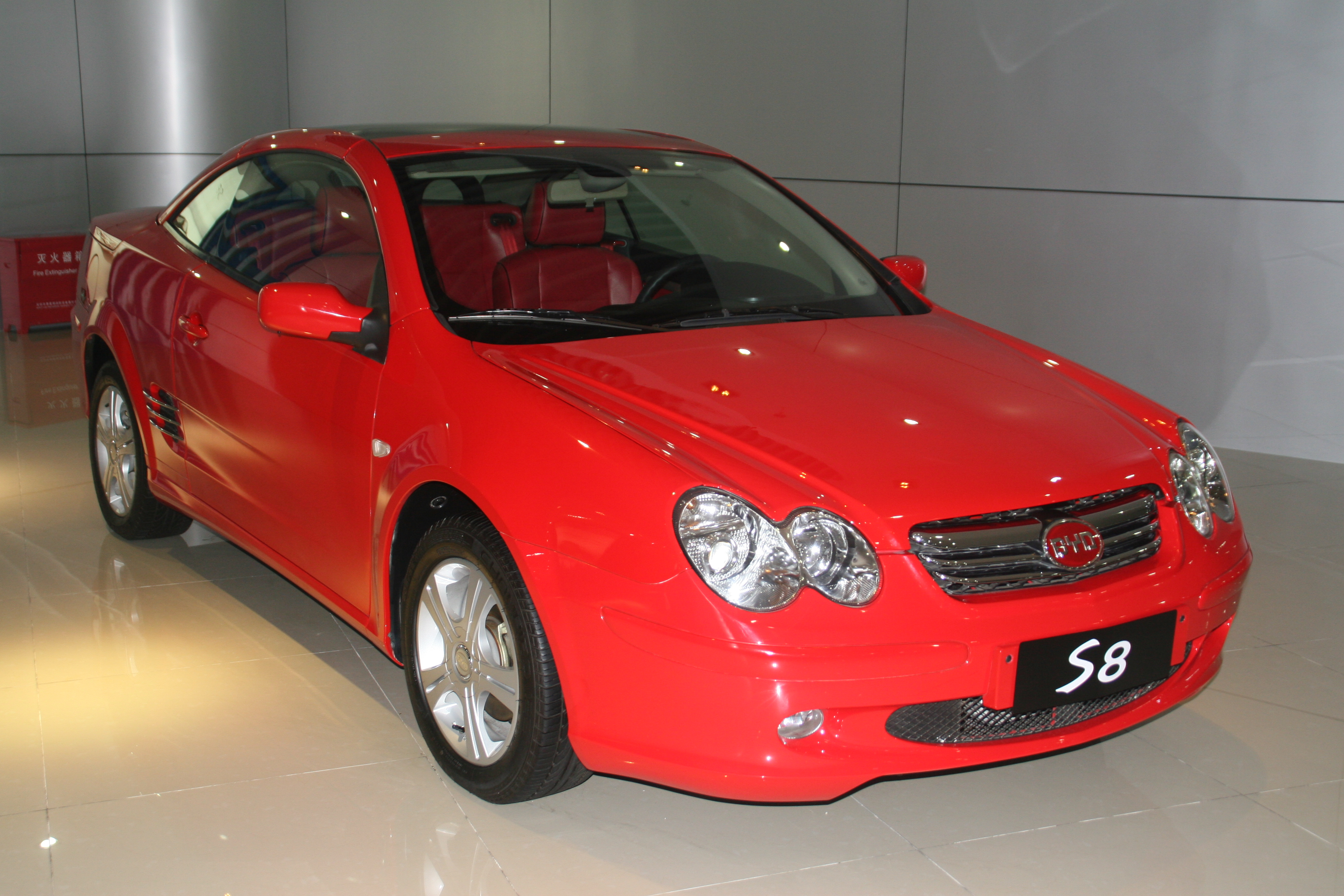
بي واي دي إس 8

## الاتهامات
تم اتهام بي واي دي أوتو بأخذ تصميمات من شركات مصنعة أخرى. زعمت المقالات أن بي واي دي إف 1 "هي نسخة واضحة من تويوتا ايغو"، وأن بي واي دي إس 6 "قريبة من ليكسوز آر إكس"، وأن بي واي دي إف 3 "قريبة من تويوتا كورولا"، وأن بي واي دي إس 8 بمظهر مشابه لسيارات "مرسيدس-بنز إس إل كلاس" وأن بي واي دي إف 8 بمظهر مشابه لطراز مرسيدس-بنز سي أل كي ومتطابق تقريباً لرينو ميجان سي سي من الخلف". قنصلها العام في غوانغتشو، الصين قال أن بي واي دي تستخدم نهج "نسخ تصاميم السيارات ثم تعديلها". قضت المحاكم الصينية بأن بي واي دي لم تنتهك براءات الاختراع.

## تسوية مطالبة حافلة البوكيرك
في ديسمبر / كانون الأول 2018، رفع مجلس ألبوكيرك دعوى قضائية ضد بي واي دي بسبب «قضايا من بينها سقوط البراغي عن الأبواب، وفتح الأبواب من تلقاء نفسها، وقضايا نطاق البطارية». وطعنت بي واي دي في مزاعم الدعوة وناقشت تصريحات رئيس البلدية تيم كيلر «الكاذبة والمضللة». تمت تسوية الدعوى دون تبادل الأموال. وصدر بيان مشترك في مايو 2019.

## المنشئات
أنظر أيضاً: شركة بي واي دي § منشآت وقواعد الإنتاج
تتكون المرافق من مصنعين في مدينة اشيان، ومركز آر آند دي ومصنع تصنيع في شنجن (المقر الرئيسي لشركة بي واي دي أوتو) ومصنع في تشانغشا، ومصنع في شاوغوان، ومركز آر آند دي ومصنع قطع غيار في شنغهاي. تم استئناف بناء مصنع تصنيع ثالث في مدينة شيان في عام 2011، بعد تغريم الشركة لاستخدامها غير القانوني للأراضي.
تم افتتاح مصانع الحافلات في داليان بمقاطعة لياونينغ في أواخر عام 2014 ولانكستر، كاليفورنيا في مايو 2013.
تم افتتاح مصنع في البرازيل عام 2015 لإنتاج الحافلات الكهربائية.
تم افتتاح مصنع للحافلات في عام 2019 في نيوماركت، أونتاريو للتعامل مع الطلبات في كندا.
تمتلك بي واي دي اثنين من مرافق تجميع الحافلات الكهربائية في أوروبا في كوماروم، المجر وبوفيه، فرنسا.

## مشروع دينزا المشترك
المقال الرئيسي: دينزا
في مايو 2010، تأسست شركة شينزين بي واي دي أوتو دايملر التقنية الجديدة، التي تعمل تحت اسم «دينزا» مع شركة دايملر إي جي لإنتاج السيارات الكهربائية الفاخرة. يعتمد طراز دينزا 500 على الجيل السابق من مرسيدس-بنز الفئة بي كلاس.

## مشروع تويوتا المشترك
في 2 أبريل 2020، أعلنت بي واي دي وشركة تويوتا عن مشروع مشترك جديد بين الشركتين بهدف "تطوير بطاريات السيارات الكهربائية التي تجذب العملاء.
هذا يرجع جزئياً إلى حقيقة أن تويوتا كونها من بين أوائل مصنعي السيارات الذين بدأوا في تطوير السيارات الهجينة، فقد كان الأبطأ في الصناعة للتحرك نحو السيارات الكهربائية بالكامل. أدى هذا التردد في الانتقال إلى السيارات الكهربائية إلى تخلف أكبر شركة سيارات في العالم عن منافسيها الكبار الآخرين من حيث قدرتها على إنتاج السيارات الكهربائية، وهذا هو السبب في أنها دخلت في شراكة مع بي واي دي.
ستطلق على الشركة الجديدة اسم شركة تويوتا العالمية للتكنولوجيا الكهربائية المحدودة، ومقرها الرئيسي في شنجن، مقاطعة غوانغدونغ.

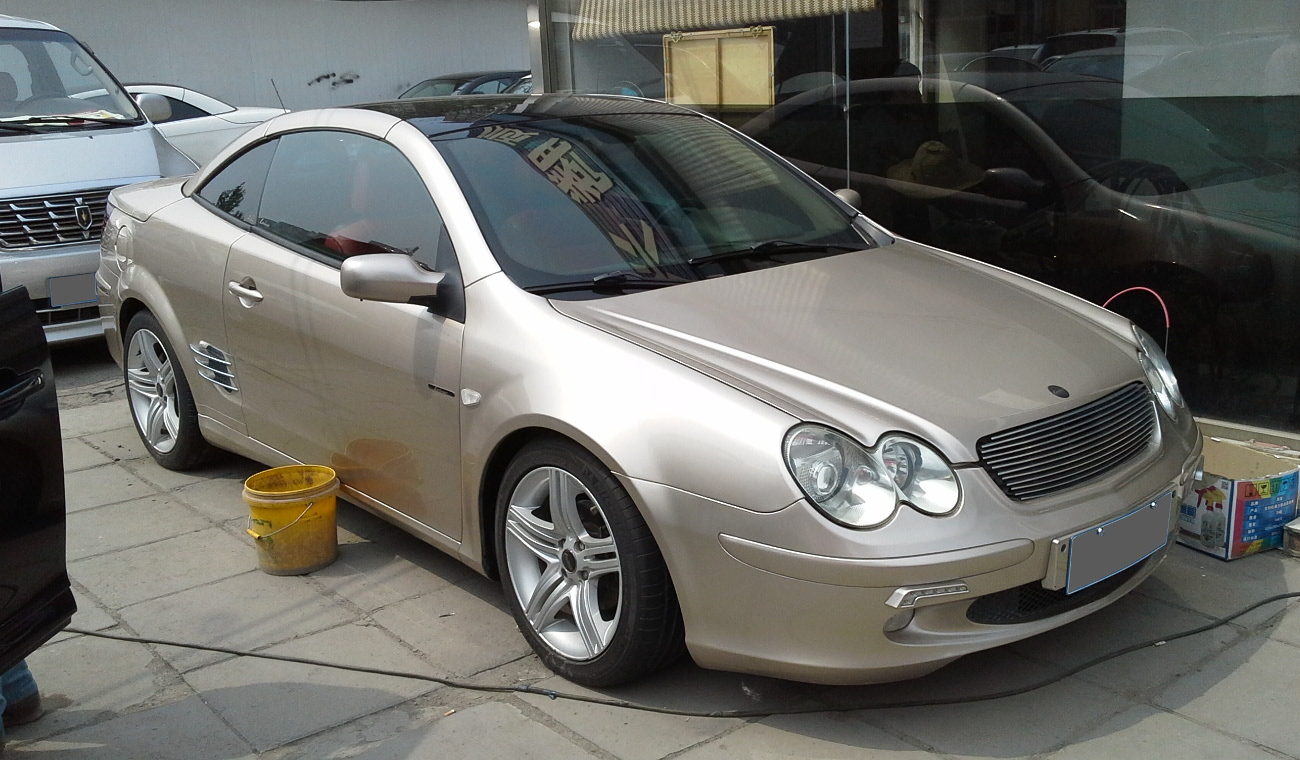
بي واي دي اس 8

## المبيعات

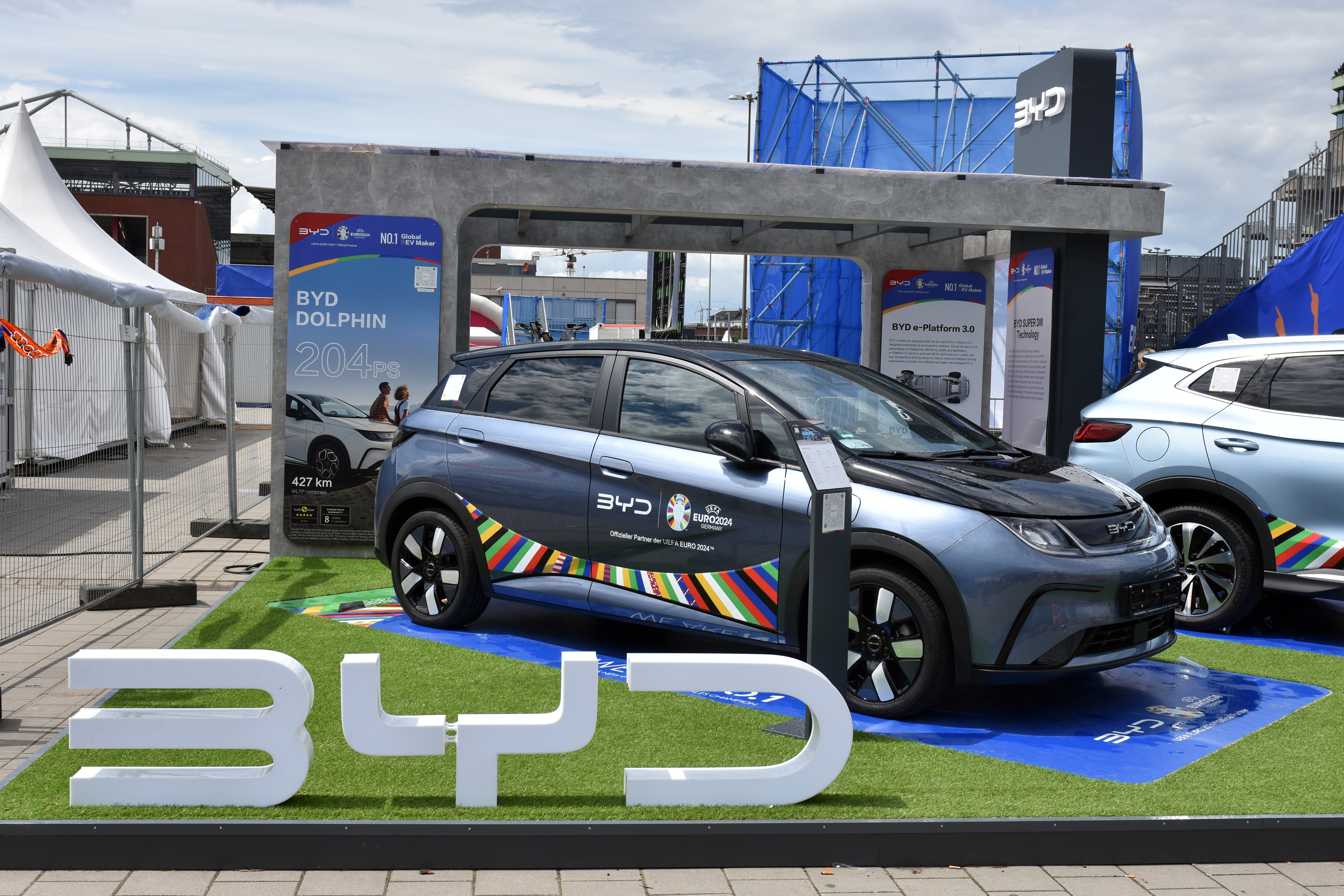
سيارة BYD أثناء بطولة يورو 2024

في عام 2010، باعت بي واي دي أوتو ما مجموعه 519.800 سيارة، تمثل 2.9٪ من السوق في الصين وسادس أكبر مصنع.
في عام 2011، كانت مرتبة مبيعات بي دي واي خارج المراكز العشرة الأولى.
في عام 2012 ، أصبحت الشركة تاسع أكبر مصنع للسيارات في الصين، حيث أنتجت أكثر من 600000 سيارة.
تباع غالبية المركبات داخل الصين؛ لكن أسواق التصدير تشمل البحرين وجمهورية الدومينيكان، وأوكرانيا ومولدوفا.
أُفتتح المقر الرئيسي في أمريكا الشمالية في لوس أنجلوس في عام 2011. اعتباراً من عام 2013، تبيع بي واي دي أوتو الحافلة إي 6 والحافلة الكهربائية في الولايات المتحدة كمركبات أسطول فقط. قامت بي واي دي بتزويد نظام مترو لوس أنجلوس بالحافلات منذ عام 2015. ووجد تحقيق أجرته صحيفة لوس أنجلوس تايمز عام 2018 وجود مشكلات تتعلق بالموثوقية في حافلات بي واي دي.

## وصلات خارجية
- الموقع الرسمي